# Давід Раум
Давід Раум (нім. David Raum, нар. 22 квітня 1998, Нюрнберг) — німецький футболіст, півзахисник «РБ Лейпциг» і національної збірної Німеччини.

## Клубна кар'єра
Раум народився в Нюрнберзі і почав грати у футбол у місцевому клубі «Туспо Нюрнберг» у чотири роки. У віці восьми років він потрапив у молодіжну академію «Гройтер Фюрта», де пройшов усі вікові категорії і з 2016 року став виступати у резервній команді в Регіоналлізі.
Дебютував у першій команді 27 січня 2017 року в матчі. Другої Бундесліги проти «Мюнхена 1860» (1:2). Загалом за 5 сезонів у рідному клубі він провів 94 гри чемпіонату і забив 4 голи.
Після завершення сезону 2020/21, в якому «Гройтер Фюрт» вийшов до Бундесліги, Раум у статусі вільного агента перейшов до «Гоффенгайма», після підписання попереднього контракту з клубом ще у січні 2021 року.
Влітку 2022 року Давід Раум став футболістом «РБ Лейпциг».

## Міжнародна кар'єра
Виступав за юнацькі збірні Німеччини до 19 та до 20 років. З командою до 19 років брав участь в юнацькому чемпіонаті Європи 2017 року в Грузії, де провів усі три зустрічі, а його команда не вийшла з групи.
17 листопада 2020 року дебютував у складі молодіжної збірної Німеччини у грі з Уельсом (2:1). Згодом з цією командою поїхав на молодіжний чемпіонат Європи 2021 року в Угорщині та Словенії, де зіграв у всіх шести іграх і здобув з командою золоті нагороди після перемоги у фіналі з рахунком 1:0 над Португалією та був включений до символічної збірної змагання.
2021 року розпочав виступи в складі національної збірної Німеччини.

## Досягнення
- Володар Кубка Німеччини (1):

«РБ Лейпциг»: 2022–23
- Володар Суперкубка Німеччини (1):

«РБ Лейпциг»: 2023
Збірні
- Чемпіон Європи (U-21): 2021